# Porositeit

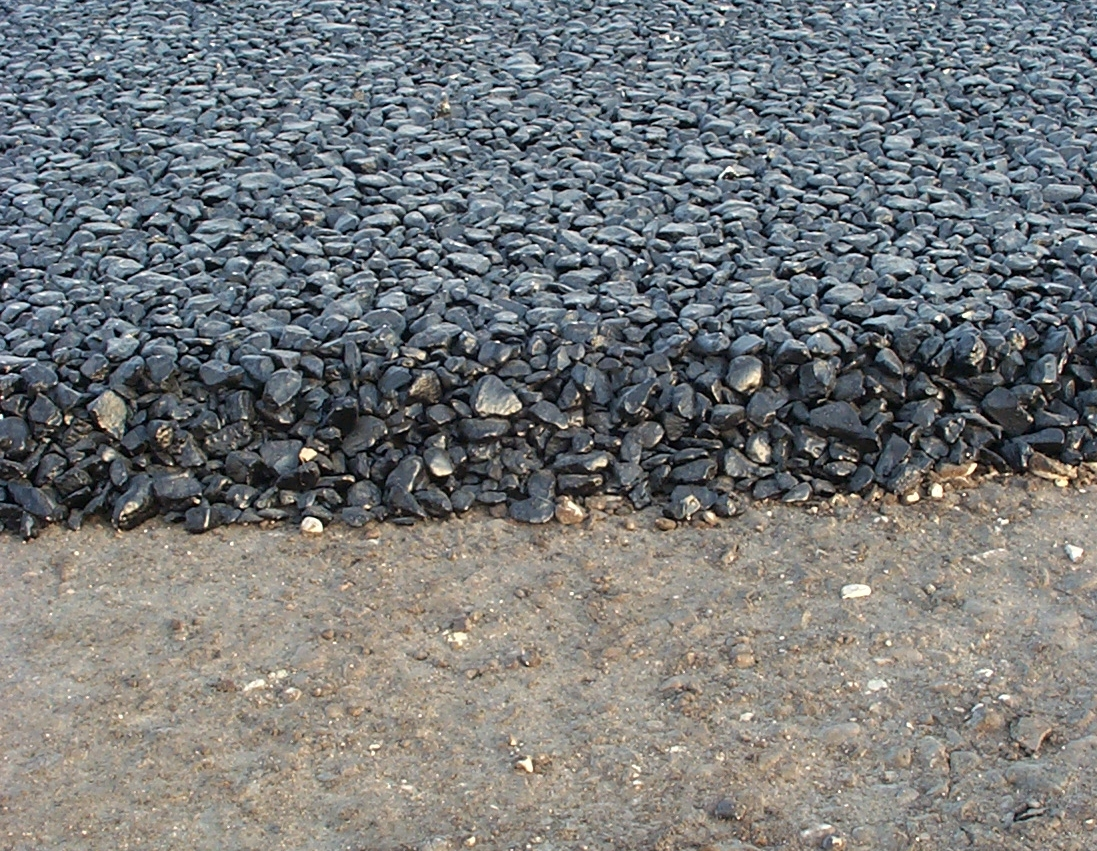
Poriën in asfalt

Porositeit of poreusheid is de aanwezigheid van kleine openingen (poriën) in een materiaal. Porositeit heeft in het algemeen tot gevolg dat het materiaal langzaam vocht doorlaat. Ook opzuigen of omhoogzuigen van vocht door capillaire werking is mogelijk.
Voorbeelden van poreuze materialen zijn:
- baksteen
- ongeglazuurd aardewerk
- sponzen
- gesteenten als kalksteen en zandsteen
- de schaal van het ei van kippen.
- marmer

Ook bestaan er poreuze pleisters, poreuze kunststoffen, en poreus gesinterd metaal.
Voor isolatie van een gebouw is een poreus materiaal gewenst, door de warmtehoudende eigenschap van de grote hoeveelheid lucht in het materiaal.
Ook kan door middel van porositeit metalen helpen om niet verder te corroderen. Dat zijn de metalen aluminium, zink, tin, chroom, nikkel en lood. De metalen corroderen een dun laagje. De corrosielaagjes zijn niet poreus, en de corrosie stopt.

## Porositeit in de bodemkunde
In de bodemkunde duidt porositeit de hoeveelheid poriën in de bodem aan. Deze wordt gemeten als percentage permeabiliteit ten opzichte van de vaste stof. Zo bestaat zandsteen met een porositeit van 35% voor 65% uit zandsteen en voor 35% uit ander materiaal, bijvoorbeeld gas of vloeistof.
In een bodem met een goede porositeit kunnen zuurstof, water en voedingsstoffen goed doordringen tot de plantenwortels. Te veel water in de grond beïnvloedt de porositeit nadelig. De poriën lopen namelijk vol en verhinderen een goede beluchting, de mineralen lossen op en kunnen zelf uitspoelen. Ook zware machines kunnen een ondergrond vastrijden en de porositeit nadelig beïnvloeden. 